# 戦争と平和の資料館ピースあいち
戦争と平和の資料館ピースあいち（せんそうとへいわのしりょうかんピースあいち）は、愛知県名古屋市名東区よもぎ台にある戦争と平和に関する資料館である。2010年（平成22年）8月24日に博物館相当施設に指定された。

## 概要
2007年（平成19年）5月4日に開館した戦争資料を収集・展示する資料館で、NPO平和のための戦争メモリアルセンター設立準備会が寄付や募金を元手に建設した。
館内は「愛知県下の空襲」、「戦争の全体像 15年戦争」、「戦時下のくらし」、「現代の戦争と平和」の4つのテーマに分けられており、パネルや資料を使った展示が行われている。
収蔵品はそのほとんどが市民から寄付されたもので、文書資料関係が約1800点、もの資料関係が約1420点所蔵管理されている。

## 建築概要
- 設計 - 有限会社堀内建築研究所[2]
- 施工 - 東建設工業株式会社[2]
- 構造 - S造3階建[2]
- 延床面積 - 500m2[2]
- 竣工 - 2007年2月[2]

## 利用案内
- 開館時間 : 11:00 - 16:00
- 休館日 : 日・月曜日
- 入館料 : 大人 300円、小中高生 100円

## 交通アクセス
- 名古屋市営地下鉄東山線「一社駅」から徒歩約15分。
- 同上社駅より市バス上社11系統に乗車、じあみバス停より徒歩5分。